# Station Oud-Heverlee
Station Oud-Heverlee is een spoorwegstation langs spoorlijn 139 (Leuven - Ottignies) in de gemeente Oud-Heverlee.
Het stationsgebouw is van het type 1893 R6. In het station is geen loket meer aanwezig.
Sinds 1995 is het gebouw geen eigendom meer van de spoorwegen maar in privé-handen. Sindsdien is het helemaal gerestaureerd en eigentijds gemoderniseerd en geïsoleerd. Het is samen met het station in Sint-Joris-Weert een van de 'groene' haltes langs deze spoorlijn en verschaft direct wandeltoegang tot het Zoet Water, Heverleebos en Meerdaalwoud, alsook tot de Doode Bemde en het natuurgebied Oud-Heverlee Zuid en Noord. Het is een van de weinige stationsgebouwen in Vlaanderen met een 'groene' gevel en 'groene' perrons. Samen met het station Heverlee en het station Sint-Joris-Weert is deze spoorlijn een van de weinige plaatsen waar nog drie van deze oude typen stations zijn overgebleven. Dit is des te opmerkelijker omdat het hier een van de drukste vrachtvervoerslijnen betreft met treinverkeer tussen de haven van Antwerpen en Frankrijk.

## Treindienst
| Serie | Treinsoort | Route                                     | Bijzonderheden |
| ----- | ---------- | ----------------------------------------- | -------------- |
| S 20  | GEN (NMBS) | Leuven – Oud-Heverlee – Waver – Ottignies |                |

## Reizigerstellingen
De grafiek en tabel geven het gemiddeld aantal instappende reizigers weer op een week-, zater- en zondag.
| Tabel: aantal instappende reizigers station Oud-Heverlee | Tabel: aantal instappende reizigers station Oud-Heverlee | Tabel: aantal instappende reizigers station Oud-Heverlee | Tabel: aantal instappende reizigers station Oud-Heverlee |
|                                                          | Weekdag                                                  | Zaterdag                                                 | Zondag                                                   |
| -------------------------------------------------------- | -------------------------------------------------------- | -------------------------------------------------------- | -------------------------------------------------------- |
| 1977                                                     | 112                                                      | 7                                                        | 7                                                        |
| 1978                                                     | 94                                                       | 7                                                        | 22                                                       |
| 1979                                                     | 62                                                       | 7                                                        | 6                                                        |
| 1980                                                     | 108                                                      | 5                                                        | 6                                                        |
| 1981                                                     | 150                                                      | 6                                                        | 1                                                        |
| 1982                                                     | 84                                                       | 12                                                       | 3                                                        |
| 1983                                                     | 75                                                       | 6                                                        | 7                                                        |
| 1984                                                     | 94                                                       | 34                                                       | 19                                                       |
| 1985                                                     | 77                                                       | 25                                                       | 17                                                       |
| 1986                                                     | 71                                                       | 18                                                       | 20                                                       |
| 1987                                                     | 83                                                       | 14                                                       | 17                                                       |
| 1988                                                     | 92                                                       | 29                                                       | 35                                                       |
| 1989                                                     | 77                                                       | 36                                                       | 32                                                       |
| 1990                                                     | 83                                                       | 26                                                       | 20                                                       |
| 1991                                                     | 82                                                       | 33                                                       | 21                                                       |
| 1992                                                     | 85                                                       | 34                                                       | 30                                                       |
| 1993                                                     | 72                                                       | 37                                                       | 32                                                       |
| 1994                                                     | 92                                                       | 31                                                       | 34                                                       |
| 1995                                                     | 76                                                       | 37                                                       | 30                                                       |
| 1996                                                     | 90                                                       | 37                                                       | 37                                                       |
| 1997                                                     | 81                                                       | 54                                                       | 26                                                       |
| 1998                                                     | 121                                                      | 46                                                       | 24                                                       |
| 1999                                                     | 117                                                      | 42                                                       | 32                                                       |
| 2000                                                     | 119                                                      | 30                                                       | 25                                                       |
| 2001                                                     | 117                                                      | 12                                                       | 16                                                       |
| 2002                                                     | 91                                                       | 20                                                       | 18                                                       |
| 2003                                                     | 126                                                      | 28                                                       | 9                                                        |
| 2004                                                     | 113                                                      | 22                                                       | 27                                                       |
| 2005                                                     | 111                                                      | 42                                                       | 38                                                       |
| 2006                                                     | 148                                                      | 42                                                       | 48                                                       |
| 2007                                                     | 148                                                      | 39                                                       | 23                                                       |
| 2008                                                     | -                                                        | -                                                        | -                                                        |
| 2009                                                     | 114                                                      | 42                                                       | 25                                                       |
| 2010                                                     | -                                                        | -                                                        | -                                                        |
| 2011                                                     | -                                                        | -                                                        | -                                                        |
| 2012                                                     | 140                                                      | 36                                                       | 36                                                       |
| 2013                                                     | 129                                                      | 35                                                       | 28                                                       |
| 2014                                                     | 127                                                      | 58                                                       | 43                                                       |
| 2015                                                     | 128                                                      | 54                                                       | 43                                                       |
| 2016                                                     | 107                                                      | 50                                                       | 36                                                       |
| 2017                                                     | 155                                                      | 60                                                       | 48                                                       |
| 2018                                                     | 169                                                      | 44                                                       | 28                                                       |
| 2019                                                     | 130                                                      | 14                                                       | 16                                                       |
| 2020                                                     | 88                                                       | 19                                                       | 41                                                       |
| 2021                                                     | -                                                        | -                                                        | -                                                        |
| 2022                                                     | 258                                                      | 117                                                      | 100                                                      |
| 2023                                                     | 180                                                      | 98                                                       | 142                                                      |
| 2024                                                     | 174                                                      | 114                                                      | 142                                                      |

0,0: Leuven ·
3,0: Heverlee ·
8,4: Oud-Heverlee ·
10,8: Zoetwater ·
12,0: Sint-Joris-Weert ·
14,5: Pécrot ·
16,9: Florival ·
18,0: Eerken ·
20,0: Gastuche ·
21,9: Basse-Wavre ·
24,0: Wavre ·
25,1: Bierges-Walibi ·
26,8: Limal ·
29,0: Ottignies